# U.S. Championship V'Ball
U.S. Championship V'Ball, también conocido sencillamente como V'Ball, es un videojuego de deportes sobre voleyball de playa de 1988 para arcade producido por Technōs Japan Corporation. La versión arcade estuvo distribuida en América del Norte por Taito. Una versión para Nintendo Entertainment System estuvo publicada por Nintendo en América del Norte y la región PAL, bajo el título de Super Spike V'Ball.

## Versión arcade
El jugador toma control de un par de autodenominados bums de playa llamados George y Michael quiénes se gana la vida jugando voleyball de playa contra lugareños. Un día,  encuentran un volante sobre un torneo de nacional de voleyball de playa que ofrece al equipo ganador un premio de $2,500,000 en efectivo.
En modo de un solo jugador, una persona control a ambos personajes en un equipo. En el modo de dos jugadores, los jugadores pueden cooperar jugando en el mismo equipo o competir uno contra otro al controlar cada uno a equipos adversarios. La versión americana admite que el videojuego pueda ser jugado por hasta cuatro jugadores (si el gabinete arcade en cuestión así lo permite). El modo de un solo jugador consta de dos ciclos con cuatro etapas: el Circuito Menor y el Circuito Mayor. Las etapas en el juego son Daytona Beach, Nueva York, Los Ángeles y Hawái. Después de completar el Circuito Mayor, el jugador se enfrenta contra el equipo de U.S. Navy, en una base naval.
Los controles constan de un joystick de ocho direcciones y dos botones para saltar y recibir. Los personajes realizan varios movimientos incluyendo power spiking, back spiking, salto-sirviendo, bloquear y diving.
Hay unas cuantas diferencias menores entre la versión japonesa y americana. La versión japonesa (U.S. Championship Beach Volley: V'Ball) presenta unas secuencias cinemáticas que explica la trama. Entre partidos, secuencias de entreacto representan a personajes principales visitando una concesionaria automovilística para adquirir vehículos. A medida que el jugador progresa, aumenta la calidad de coches, cambiando de coches usados a coches nuevos durante el Circuito Mayor. La versión americana (U.S. Championship V'Ball) omite esta cinemáticas pero extiende el soporte multijugador para hasta cuatro jugadores con modos de juego múltiple (1 o 2 jugadores contra CPU, 1-contra-1, 2-contra-1, o 2-contra-2).
Una conversión del videojuego arcade, desarrollado por SPS, se comercializó para Sharp X68000 solo en la región de Japón.

## Versión de NES
La versión para Nintendo Entertainment System presenta varias diferencias claves del videojuego arcade. En la versión para NES el jugador ahora puede seleccionar sus equipos. Los pares disponibles en el modo de jugador solo son: George y Murphy, el equipo predeterminado bien equilibrado; Al y John, jugadores potentes, pero un poco más lentos con habilidades defensivas carente; Billy y Jimmy (los héroes de la serie de Double Dragon), jugadores defensivos con power spiking poder carente; y Ed y Michael, jugadores rápidos con poder de golpe promedio. El videojuego para NES presenta un modo de torneo contra CPU que puede ser jugado sólo o con otro jugador, y un modo competitivo que permite hasta cuatro jugadores.
Hay varias diferencias entre la versión japonesa para Famicom (U.S. Championship V'Ball) y la versión occidental para NES (Super Spike V'Ball). La versión para Famicom presenta un modo de torneo solo qué consta de cinco partidos de Circuito Americano (Daytona Beach, Ciudad de Nueva York, Chicago, Las Vegas y Los Ángeles) tres partidos de Copa Mundial en Hawái (de nacionalidades aleatorias) y dos partidos adicionales contra los U.S. Navy y un equipo ruso, en ese orden. El jugador puede ajustar el encuadre de dificultad en la carta de opción en la versión para Famicom. Además, los personajes de George y Ed tuvieron a sus socios intercambiados en la versión para Famicom, con George siendo asociado con Michael como en la versión arcade, mientras que Ed es asociado con Murphy.
En la versión para NES, hay tres modos de torneo diferentes: Ejercicio, Circuito Americano y Copa Mundial. El Modo de Ejercicio es solo un partido contra el primer equipo en una cancha sin multitudes puesto a una dificultad fácil. El Circuito Americano sencillamente consta de los primeros cinco equipos presentados en el modo de torneo de la versión para Famicom puesto a una dificultad mediana. El modo de Copa Mundial consta de siete equipos en el orden siguiente: Japón, Italia, Australia, México, Brasil, U.S. Navy y URSS, todo puesto a una dificultad severa. El fondo para la etapa rusa era también redibujado para hacer que luciera menos hostil con la omisión de los tanques que aparecían en la versión para Famicom. No aparece ningún encuadre de dificultad en el menú de opciones, debido a que aquí los tres modos de torneos diferentes sirven para diferenciar la dificultad.

### Equipos femeninos
Cuatro equipos femeninos adicionales están presentes en el videojuego, pero no son accesibles para el jugador si está jugando en condiciones normales. Utilizando un dispositivo de trucos, esos equipos se vuelven opciones seleccionables para los jugadores. Aunque  son plenamente jugables en las partidas, las imágenes que representan a los equipos femeninos en la pantalla de selección del equipo están ausentes, resultando en gráficos confusos que aparecen en su lugar.

## Banda sonora
Una banda sonora rearreglada fue comercializada en Japón por Meldac basada en la versión del videojuego para Famicom. La banda sonora estuvo compuesta por Takashi Furukawa, Yoshimitsu Hamano y Funky Yasuda. Se estrenó el 10 de marzo de 1990, con número de catálogo MECG-28002.
1. V'Ball (Title Back)  4:01
2. First Wave (Daytona Theme)  4:21
3. Twilight Game (New York Theme)  3:37
4. Sea Breeze Hero (Chicago Theme)–Female Vocal Version  4:07
5. $1,000,000 Night (Las Vegas Theme)  4:20
6. SeaSide Walker (L.A. Theme)  4:12
7. Beyond the Sky (Hawaii World Cup Theme)  6:05
8. Iron Wing (Aircraft Carrier Theme)  4:11
9. Big Red Attack (U.S.S.R. Match Theme)  3:45
10. Winner's Theme (Championship Scene)  4:44

## Recepción
En Japón, Game Machine listó a U.S. Championship V'Ball su edición del 15 de septiembre de 1988 como siendo la sexta unidad arcade más exitosa del mes.